# Filippa Lentzos
Filippa Lentzos é uma cientista social norueguesa que pesquisa ameaças representadas por agentes biológicos. Ela é pesquisadora sênior do King's College de Londres, tendo uma nomeação conjunta no Departamento de Saúde Global e Medicina Social e no Departamento de Estudos de Guerra. Lentzos também ocupa o cargo de Pesquisador Sênior Associado do Programa de Armamento e Desarmamento do Instituto Internacional de Pesquisa para a Paz de Estocolmo (IIPPE). Além disso, ela é a Coordenadora da ONG para a Convenção de Armas Biológicas desde 2017, a colunista de biossegurança do Bulletin of the Atomic Scientists desde 2018, e Editora Associada da revista de ciências sociais BioSocieties.

## Carreira
Com formação em ciências humanas, Lentzos obteve um doutorado em sociologia pela Universidade de Nottingham, Inglaterra. Ela passou dez anos como pesquisadora na London School of Economics and Political Science (LSE) antes de ingressar no Departamento de Saúde Global e Medicina Social do King's College London em 2012. Em 2017, tornou-se cross- nomeado para o Departamento de Estudos de Guerra do Rei.

## Trabalho de pesquisa e política
A pesquisa de Lentzos se concentra na governança internacional de ameaças biológicas, especialmente em relação à Convenção de Armas Biológicas de 1975, um tratado internacional que proíbe o desenvolvimento, armazenamento e uso de armas biológicas. Ela publicou amplamente sobre biodefesa, avaliação de conformidade no contexto de esforços multilaterais de controle de armas biológicas e governança de tecnologias emergentes de ciências da vida, como biologia sintética e edição de genes.
Em seu papel como Coordenadora de ONGs para a Convenção de Armas Biológicas, Lentzos tem feito declarações regularmente nas Nações Unidas desde 2017, em particular na Reunião Anual dos Estados Partes, na Reunião de Peritos e no Primeiro Comitê da Assembleia Geral da ONU.
O trabalho de Lentzos foi apresentado em vários meios de comunicação, incluindo a BBC, The New Yorker, The Economist, The Telegraph, The Atlantic e Der Spiegel. Em julho de 2021, a Scientific American citou suas preocupações de que as mesmas proteínas criadas artificialmente utilizadas para vacinas experimentais modernas poderiam facilmente acabar sendo usadas indevidamente como armas biológicas.
Lentzos também ensinou o módulo sobre armas biológicas no curso de e-learning de Não Proliferação e Desarmamento da UE.

## Publicações selecionadas
Livros
- Lentzos, Filippa; Jefferson, Catherine; Marris, Claire; Rose, Nikolas. Synthetic Biology & Bioweapons. forthcoming: World Scientific
- Lentzos, Filippa (2016). Biological Threats in the 21st Century. [S.l.]: Imperial College Press. ISBN 978-1-78326-947-1. doi:10.1142/p1081

Artigos jornalísticos
- Lentzos, Filippa; Wilson, James; Goodman, Michael (2020). «Health security intelligence: engaging across disciplines and sectors». Intelligence and National Security. 34 (4): 465–476. doi:10.1080/02684527.2020.1750166
- Lentzos, Filippa; Bruner, Robert C. (2018). «Militarising the Mind: Assessing the Weapons of the Ultimate Battlefield». BioSocieties. 14: 94–122. doi:10.1057/s41292-018-0121-4
- Lentzos, Filippa; Impelluso, Giulia (2017). «The Threat of Synthetic Smallpox: European Perspectives». Health Security. 15 (6): 582–586. PMID 29178813. doi:10.1089/hs.2017.0045